# Norris Coleman
Norris James Coleman (nacido el 27 de septiembre de 1961 en Jacksonville, Florida) es un exjugador de baloncesto estadounidense. Con 2.03 de estatura, su puesto natural en la cancha era el de ala-pívot.

## Trayectoria
- Paxon High School
- Universidad de Kansas State (1985-1987)
- Tampa Bay Stars (1987)
- Los Angeles Clippers (1987-1988)
- Pensacola Tornados (1988)
- Jacksonville Hooters (1988)
- Olympique Antibes (1988-1989)
- Ramat Asharon (1989-1990)
- Jacksonville Hooters (1990)
- Caja Madrid (1990-1991)
- Jacksonville Hooters (1991)
- Club Baloncesto Gran Canaria (1991-1992)
- Hapoel Jerusalem BC (1992-1993)
- Daytona Beach Hooters (1993)
- Hapoel Jerusalem BC (1993-1994)
- Jacksonville Hooters (1994)
- Maccabi Tel Aviv (1994-1995)
- Hapoel Jerusalem BC (1995-1996)
- Peñarol Mar del Plata (1996-1997)
- Jacksonville Barracudas (1997)
- Ironi Ramat Gan (1997-1998)
- Maccabi Habikaa (1998-1999)
- Bnei Herzliya (1999)
- Ferro Carril Oeste 2000-2001)